# ノエル・ヌエット
ノエル・ヌエット（Noël Nouet、1885年3月30日 - 1969年10月2日）は、フランス、ブルターニュ出身の詩人、画家、版画家。40歳から75歳までの約36年間、日本でフランス語教師として方々の学校で教える傍ら、詩集の出版をはじめとして様々な執筆活動を行った。晩年はフランスに戻り生涯を終えた。84歳没。

## 経歴

### 生い立ち
フランス北西部ブルターニュ地方のモルビアン県ヴァンヌ北方のロクミネで、医者だった父アンジュと母マリの長男として生まれる。本名はフレデリック=アンジェス・ヌエット。12歳頃から詩人を目指し、学生時代は文芸雑誌を購読し詩作を試みていた。高校卒業後はパリ大学文学部（新ソルボンヌ）で文学を専攻、芸術家達が集うモンマルトルに住んだ。大学卒業後は、文芸書を刊行している出版社に勤めながら詩作に励んだ。ノエル・ヌエットという名は音の響きが良いという理由で用いたペンネームで、文芸書『レルミタージュ』掲載の際初めて使われた。1910年に処女詩集『葉がくれの星』を自費出版してスピリチュアリスト賞を受賞、翌年には第二詩集『無限を渇望する心』を、その2年後には第三詩集『荒野の鐘』を出版する。これらの詩集は好評で、評論家のモーリス・アレムは「彼の芸術は即興性と単純さと静謐さからなっている。感情や印象は彼の詩の糧であり、彼はそれを感じた瞬間に、ほとんど加工しない形のもとに翻訳する。だから彼の詩句にはいかなる技巧もない」と指摘している。第三詩集の裏表紙には次の詩集の刊行が予告されたが、1914年からの第一次世界大戦では軍に召集されて筆を止めざるをえなくなる。幸い前線に送られることはなかったが、活動を再開するのは5年後の1919年になる。

### 日本との出会い
こうして3作の詩集を発表していたヌエットは、第4作目の詩集を出版するための費用を作るため、外国人学生にフランス語を教え始めた。そこで彼は、在仏日本人や留学生を通じて日本文化を知ることとなる。パリを訪れていた与謝野鉄幹・晶子夫妻と知り合い、フランス文学者の内藤濯や山田珠樹とも親しく交流した。1925年教えていた日本大使館員により、静岡高等学校がフランス人教師を1人探していることを知る。彼は出願し、1926年3月に横浜に到着して、永井順の出迎えを受けた。契約は3年間で、学校では一日平均三時間の授業を行い、東京の陸軍士官学校でも週一度の講義を行うようになった。3年後契約が切れるとフランスに戻って詩人としての活動を再開し、第四詩集『水蝋樹の香』を老舗出版社ガルニエから上梓する。

### 再来日─東京を描く
1930年、今度は東京外国語学校（現・東京外国語大学）の教師として再び単身で来日する。そのかたわら授業の合間に街へ出て、東京の風景をスケッチするようになる。絵はパリで内藤を通じて知り合った石井柏亭から学んだが、スケッチには鉛筆ではなく万年筆を用いた。スケッチが溜まると、ヌエットはこれを関係があった白水社に持ち込み、雑誌『フランス』で使われるようになる。また、これを見た他の出版社が今度は絵はがきにするよう提案、ヌエットは喜んで同意し絵はがき集『古き東京、新しき東京 一外国人のペン画』が売りだされた。このポケット版の絵はがき集はよく売れたが、殆ど無報酬だった。それでもヌエットは、自作の絵はがきを友人に送ることができて満足だった言う。さらにヌエットは知り合いのいた『ジャパン・タイムズ』に東京スケッチの新聞掲載を依頼すると、快諾され紙上に週1回3年にわたってデッサンを掲載された。同社社長の芦田均は、最初の50枚が溜まるとこれで画集を作るよう提案し、最初の画集『東京ー一外人の見た印象 一集』として刊行した。絵にはヌエット自身の説明書きがフランス語と英語で載せられ、日本での出版物にもかかわらず日本語が殆ど無い本であったが、よく売れてまもなく第二集が出版された。

### 版画との出会い
ヌエットの家には、デュシェーヌ・ド・ベルクール（フランスの駐日総領事1859-1864）が集め、その姪からヌエットの母へ譲られた歌川広重の版画のコレクション（『江戸名所百景』）があった。少年だったヌエットはその版画を目にしていたが、後年自分がそこに描かれた国に行き、自身も風景版画を手掛けるとは想像もしていなかった。1935年、静岡高等学校時代の教え子の実家で版画商、土井版画店に絵を見せると木版画の出版を打診された。ヌエットは喜んで承諾し、これまでのスケッチを見直してお気に入りの場所から20数カ所を選び、大判版画の大きさで絵を描いた。そのペン画を土井版画店の土井貞一は新版画として出版したのであった。1936年3月に土井版画店から版行された「東京風景」24点のシリーズは、池田という彫師が版を彫り、横井という摺師が摺りを行っていた。価格は1枚3円で、毎月2枚ずつ1年かけて出版された。彼は広重の影響で色彩画の版画も試み、それは売れるようになった。友人たちはヌエットを、「広重四世」だと呼んでくれた。彼は高所から書くことを好んだが、それは、かつて朝日新聞社の屋上から見た風景に魅せられたためである。

### 戦中と戦後
その後17年間、日本に滞在し、その間には、文化学院、アテネ・フランセ、早稲田大学、東京大学でも教壇に立つ。第二次世界大戦中はフランスと日本は敵対国であったため、フランス図書の輸入ができず、彼は授業で使うフランス語の教科書を自分の短文と絵で作った。1945年3月には多くの在日外国人とともに軽井沢に強制疎開させられ、そこで終戦を知った。45年10月東京に戻り、教師生活を再開させるも、1947年東京外国語学校に辞表を提出する。幸い辰野隆が東京大学仏文科講師の座を譲ってくれ、同年レジオンドヌール勲章を授与される。1950年、銀座萬年堂（和菓子屋）ギャラリーで小さな個展を開いた。その時の案内パンフレットに永井荷風が一文を寄せ、戦前戦後の東京の面影を巧みに描いたヌエットに謝意を述べている。1951年、皇太子明仁親王のフランス語教師を一年務める。1952年、牛込に小さな家を買って落ち着き、教師の傍ら執筆活動を行う。1957年、東京大学に学位論文『エドモンド・ド・ゴンクールと日本美術』を提出し、文学博士の学位を得た。1962年教育分野における長年の功績と、日本の文化を外国に紹介した努力に対して、勲四等瑞宝章を贈られた。

### 晩年
1961年の夏、祖国フランスへ帰る決意をし翌62年5月12日横浜発の客船で離日した。日本を離れるヌエットは見送りに来てくれた人々の前で胸がいっぱいとなり、船が動き始めると、離日を選択した自身との葛藤のために涙を抑えることが出来なかったという。帰国後はパリの邸宅で、在日時のようにスケッチを描いてすごし、故郷ブルターニュを訪れたりした。ヌエットを訪ねた友人高橋邦太郎に「もう、私も老いた。再び東京を見ることはあるまい」といいながら、自作の弁慶橋の版画を見せた。高橋は、既に赤坂の弁慶橋には首都高速道路がかかり、そこで描かれた風景は破壊されており、旧態は絵に留められているだけだ、とは本人に言えなかったという。1965年5月、東京都名誉都民の称号を与えられた。83歳にもなると絵も描かなくなり、散歩も控えるようになったが日本人との交流は没するまで続いた。

## 主な作品
詩
- 1910年『葉がくれの星』
- 1911年『無限を渇望する心』
- 1913年『荒野の鐘』
- 1930年『水蝋樹の香』 ガルニエ社（肖像画：藤田嗣治）

木版画
- 1935年 「増上寺」 東京国立近代美術館所蔵
- 1935年 「桔梗門」 東京国立近代美術館所蔵
- 1936年 「東京風景　両国橋」 江戸東京博物館所蔵　土井版画店版
- 1936年 「東京風景　日本橋」 江戸東京博物館所蔵　土井版画店版
- 1936年 「東京風景　御茶の水」 江戸東京博物館所蔵　土井版画店版
- 1936年 「東京風景　井之頭公園」 土井版画店版
- 1936年 「東京風景　紀尾井町」 土井版画店版

画集
- 1934年12月『東京 -一外人の見た印象 一集』50点収録。序文は有島生馬。
- 1935年『東京 -一外人の見た印象 二集』50点収録。序文は西條八十の詩。
- 1936年『東京 古い都・現代都市』50点収録。序文は貴族院議員の子爵・曾我祐邦（当時日仏協会理事長）
- 1946年『画集 東京』
- 1947年『宮城環景』

全て山内義雄訳
著作と訳書
- 1928年『パリ二千史』 白水社
- 1940年『夜まわりの音を聞いて』 白水社
- 1942年『眠れる蝶』 第三書房
- 1942年『日本風物誌』 三學書房（『夜まわりの音を聞いて』『眠れる蝶』らの訳書）、久持義武訳
- 1950年『パリ』、鈴木力衛・小林正訳（東大協組出版部。『パリ二千史』訳書版、両者はヌエットの教え子。序文は辰野隆）
- 1954年『東京のシルエット』、酒井伝六訳、法政大学出版局（新版1973年）
- 1955年『東京誕生記』、川島順平訳、朝日新聞社
- 1959年『エドモン・ド・ゴンクールと日本美術』、芹沢純子訳、大修館書店